# Церковь Всех Святых (Ивонич)
Церковь Всех Святых (пол. Kościół Wszystkich Świętych we Iwoniczu) — католическая церковь, находящаяся в селе Ивонич, гмина Ивонич-Здруй, Кросненский повят, Подкарпатское воеводство. Приход входит в архиепархию Пшемысля Римско-католической церкви в Польше. Архитектурный памятник Подкарпатского воеводства, входящий в туристический маршрут «Путь деревянной архитектуры».

## История
Деревянная приходская церковь Всех Святых в селе Ивонич была построена в 1460-1464 годах на средства Марцина Ивоницкого. Храм представлял собой сруб в стиле поздней деревянной готики. Неф церкви покрыт крышей, которая поддерживается тремя парами колонн.
В 1565 - 1634 годах церковь была занята протестантской общиной. Ивонич был значительным центром реформации в Прикарпатье.
В первой половине XVII века была построена каменная ризница, а с западной стороны возведена колокольня с наклонными стенами и шатровой крышей.
Между 1884 и 1895 годами церковь была перестроена: основной корпус был удлинен, две часовни построены в виде псевдотрансепта и пресвитерий продлен капеллой рода Залуских. Несмотря на преобразования, храм сохранил первоначальные готические черты.
Интерьер в стиле необарокко был создан в конце XIX века. Тогда же стены и потолки церкви были покрыты фресками.